# Luka Žvižej
Luka Žvižej (* 9. Dezember 1980 in Celje, SR Slowenien, SFR Jugoslawien) ist ein ehemaliger slowenischer Handballspieler, der mittlerweile als Handballtrainer tätig ist. Sein Bruder Miha Žvižej (* 1987) spielt ebenfalls Handball.
Žvižej, der in Deutschland für GWD Minden spielte und für die slowenische Nationalmannschaft auflief, wurde meist auf Linksaußen eingesetzt.

## Spielerlaufbahn
Luka Žvižej begann in seiner Heimatstadt mit dem Handballspiel. Für den örtlichen Erstligisten RK Celje debütierte er auch in der ersten slowenischen Liga und gewann 1999 das Double aus Meisterschaft und Pokal. Nachdem er für die Saison 1999/2000 an den Ligakonkurrenten RK Trimo Trebnje ausgeliehen war, gewann er mit den Männern aus der slowenischen Steiermark außerdem noch 2001 das Double und 2003 die Meisterschaft. 2003 wurde Žvižej vom CB Cantabria Santander aus der spanischen Liga ASOBAL verpflichtet, wo er jedoch nur ein Jahr blieb; 2004 zog er weiter zum großen FC Barcelona. Mit den Katalanen gewann er 2005 die EHF Champions League sowie 2006 die spanische Meisterschaft. Im selben Jahr wurde Žvižej beim FC Barcelona aussortiert und kehrte zu seinem ehemaligen Club aus Santander zurück. Sportlich stieg er mit den Cantabriern ab; durch den Zwangsabstieg BM Alteas konnte sein Club jedoch in der höchsten spanischen Spielklasse verbleiben. Trotzdem unterschrieb Žvižej 2007 einen Vertrag beim damaligen ungarischen Meister SC Szeged. Im Sommer 2010 kehrte er zu RK Celje zurück. Dort gewann er 2014, 2015, 2016 und 2017 die slowenische Meisterschaft sowie 2012, 2013, 2014, 2015, 2016 und 2017 den slowenischen Pokal. Im Sommer 2017 schloss er sich RK Maribor an. Im September 2017 wechselte er zum deutschen Bundesligisten GWD Minden, wo er im Sommer 2019 seine aktive Karriere beendete.
Luka Žvižej hat 217 Länderspiele für die slowenische Nationalmannschaft bestritten und war seit seinem 213. Einsatz im Januar 2016 zwischenzeitlich slowenischer Rekordnationalspieler, ehe er im Juli 2016 von Uroš Zorman (225) überholt wurde. Mit 702 Toren war er alleiniger Rekordtorschütze seines Landes, ehe Jure Dolenec am 4. August 2024 im letzten Gruppenspiel bei den Olympischen Spielen 2024 mit drei Toren gegen Deutschland seinen Rekord einstellte.
Bei der Europameisterschaft 2004 im eigenen Land wurde er Vizeeuropameister. Im gleichen Jahr nahm er an den Olympischen Spielen in Athen teil und belegte den 11. Rang. Mit Slowenien nahm er an der Weltmeisterschaft 2007 in Deutschland teil, belegte aber nur den 10. Platz; bei der Europameisterschaft 2008 in Norwegen schied er mit seinem Land nach der Hauptrunde aus. 2010 erreichte er bei der Europameisterschaft den 11. Platz, 2012 den 6. Rang. Bei der Weltmeisterschaft 2013 wurde er Vierter.

## Trainerlaufbahn
Žvižej gehörte ab dem Jahr 2019 dem Trainerstab von RK Celje an. Nach der Entlassung von Tomaz Ocvirk übernahm Žvižej in der Schlussphase der Saison 2020/21 das Traineramt von Celje. Ab dem Sommer trainierte er RK Branik Maribor. Im März 2022 übernahm er zusätzlich das Co-Traineramt der slowenischen Nationalmannschaft. Seit der Saison 2023/24 trainiert er den österreichischen Erstligisten HSG Bärnbach/Köflach.